# The Tokyo tapes
The Tokyo tapes is een livealbum van Steve Hackett. Het album is opgenomen als gevolg van het Japanse succes van Genesis Revisited. Opnamen vonden plaats op 16 en 17 december 1997 in de Koseinenkinhal in Tokyo. Het album werd verkocht onder het motto: "What would it sound like if occasional members of Genesis, King Crimson, Asia, Yes, Frank Zappa & Weather Report all got together to form a unique team just for one night"? Het motto verwees naar de muziekgroepen waarin de diverse leden hadden gespeeld.

## Musici
- Steve Hackett – zang, mondharmonica, gitaar
- John Wetton – zang, basgitaar, gitaar
- Ian McDonald – dwarsfluit, saxofoon, toetsinstrumenten - zang
- Chester Thompson – slagwerk
- Julian Colbeck - toetsinstrumenten

## Muziek
| Nr. | Titel                                                                                    | Duur |
| --- | ---------------------------------------------------------------------------------------- | ---- |
| 1.  | Watcher of the skies (Tony Banks, Mike Rutherford, Hackett, Peter Gabriel, Phil Collins) | 8:59 |
| 2.  | Riding the Colossus (Hackett)                                                            | 3:32 |
| 3.  | Firth of Fifth (Banks, Collins, Hackett, Rutherford, Gabriel)                            | 9:32 |
| 4.  | Battlelines (Wetton, Marlette, Mitchell)                                                 | 6:43 |
| 5.  | Camino Royale (Hackett, Nick Magnus)                                                     | 9:06 |
| 6.  | The court of the crimson king (McDonald, Peter Sinfield)                                 | 7:39 |
| 7.  | Horizons (Hackett)                                                                       | 1:53 |
| 8.  | Walking away from rainbows (Hackett)                                                     | 3:47 |
| 9.  | Heat of the moment (Wetton, Geoff Downes)                                                | 4:06 |

| Nr. | Titel                                                                                | Duur |
| --- | ------------------------------------------------------------------------------------ | ---- |
| 1.  | ...In that quiet earth (Hackett, Rutherford, Banks, Collins)                         | 4:02 |
| 2.  | Vampyre with a healthy appetite (Hackett)                                            | 7:23 |
| 3.  | I talk to the wind (McDonald, Peter Sinfield)                                        | 5:37 |
| 4.  | Shadow of the hierophant (Hackett, Rutherford)                                       | 7:14 |
| 5.  | Los endos (Banks, Collins, Rutherford, Hackett)                                      | 6:54 |
| 6.  | Black light (Hackett)                                                                | 2:30 |
| 7.  | The steppes (Hackett)                                                                | 6:48 |
| 8.  | I know what I like (in your wardrobe) (Hackett, Banks, Rutherford, Collins, Gabriel) | 5:51 |
| 9.  | Firewall (Hackett)                                                                   | 4:41 |
| 10. | The dealer (Hackett)                                                                 | 4:23 |

"Firewall" en "The dealer" zijn niet live opgenomen, maar in de studio door Hackett en Aron Friedman.